# 에디 시콧
에디 시콧 (Eddie Cicotte, 1884년 - 1969년)은 미국 메이저 리그 야구 투수이다. 디트로이트 타이거스(1908), 보스턴 레드 삭스(1909-1912), 시카고 화이트삭스(1913-1920)에서 뛰었다. 생애 통산 208승(184선발승) 149패에 평균자책 2.37을 기록했다. 1919년 블랙삭스 스캔들에 연루되어 야구계에서 영구 제명되었다.

## 같이 보기
- 블랙삭스 스캔들